# Francesco Galli da Bibbiena
Francesco Galli da Bibbiena (Bolonia, 1659 - Bolonia, 1739) fue un arquitecto italiano, perteneciente a la familia de artistas Galli da Bibbiena, de origen toscano.

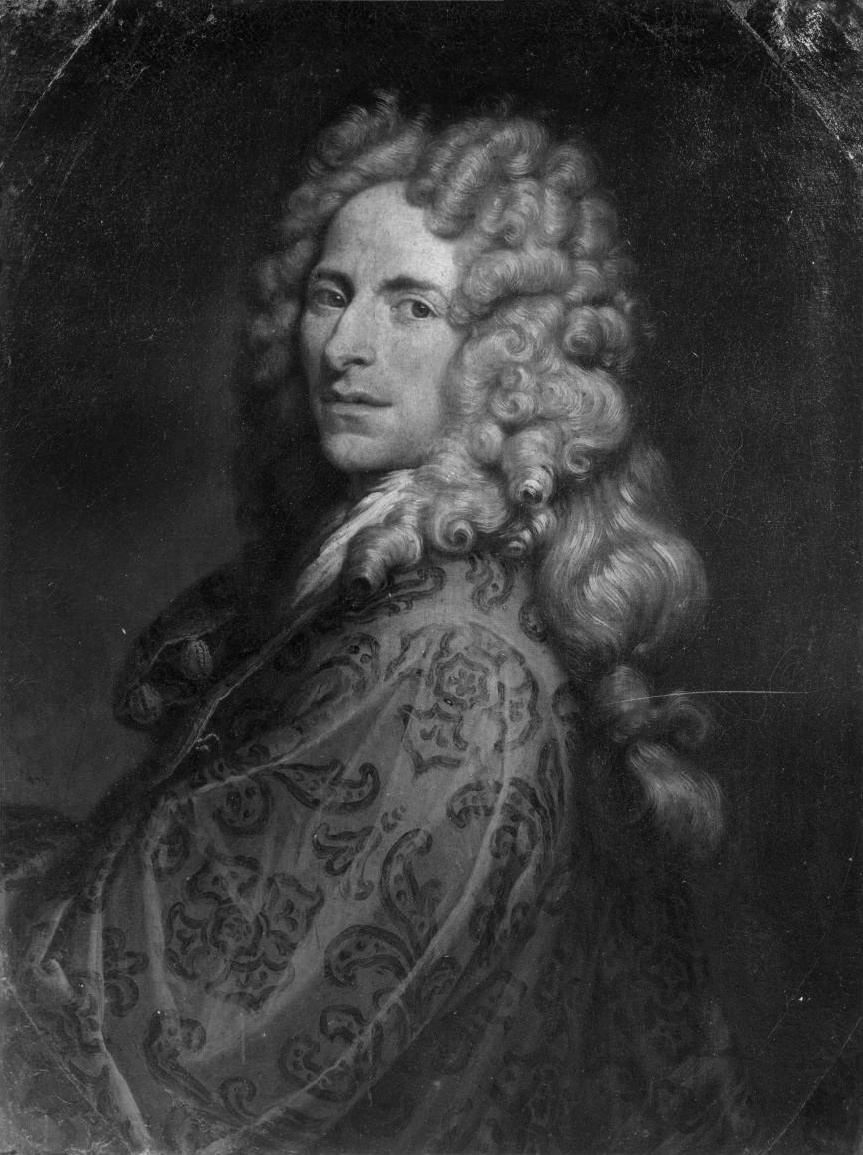
Francesco Galli da Bibbiena

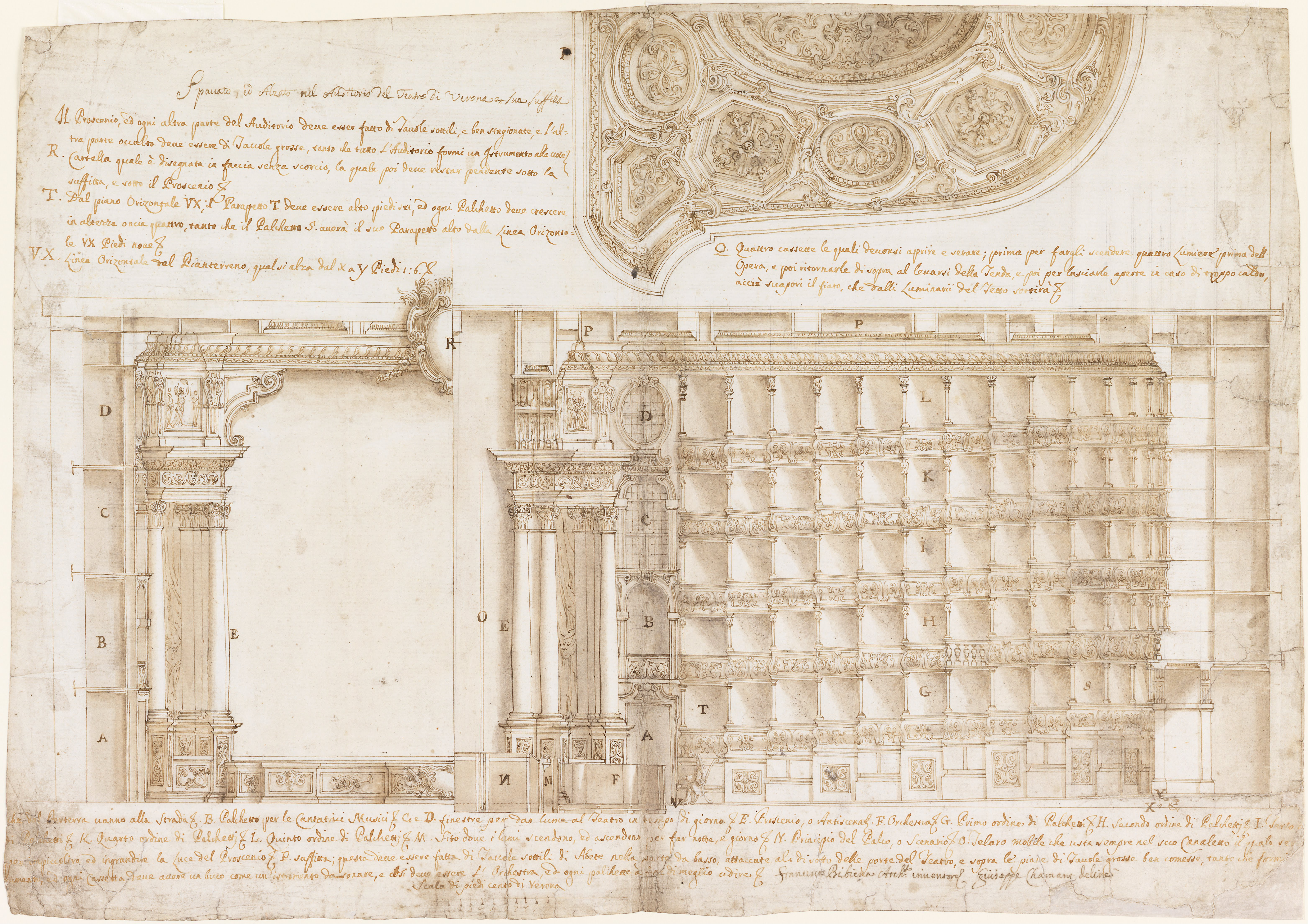
Sección y cubierta original del Teatro Filarmónico de Verona, ca. 1715–1720

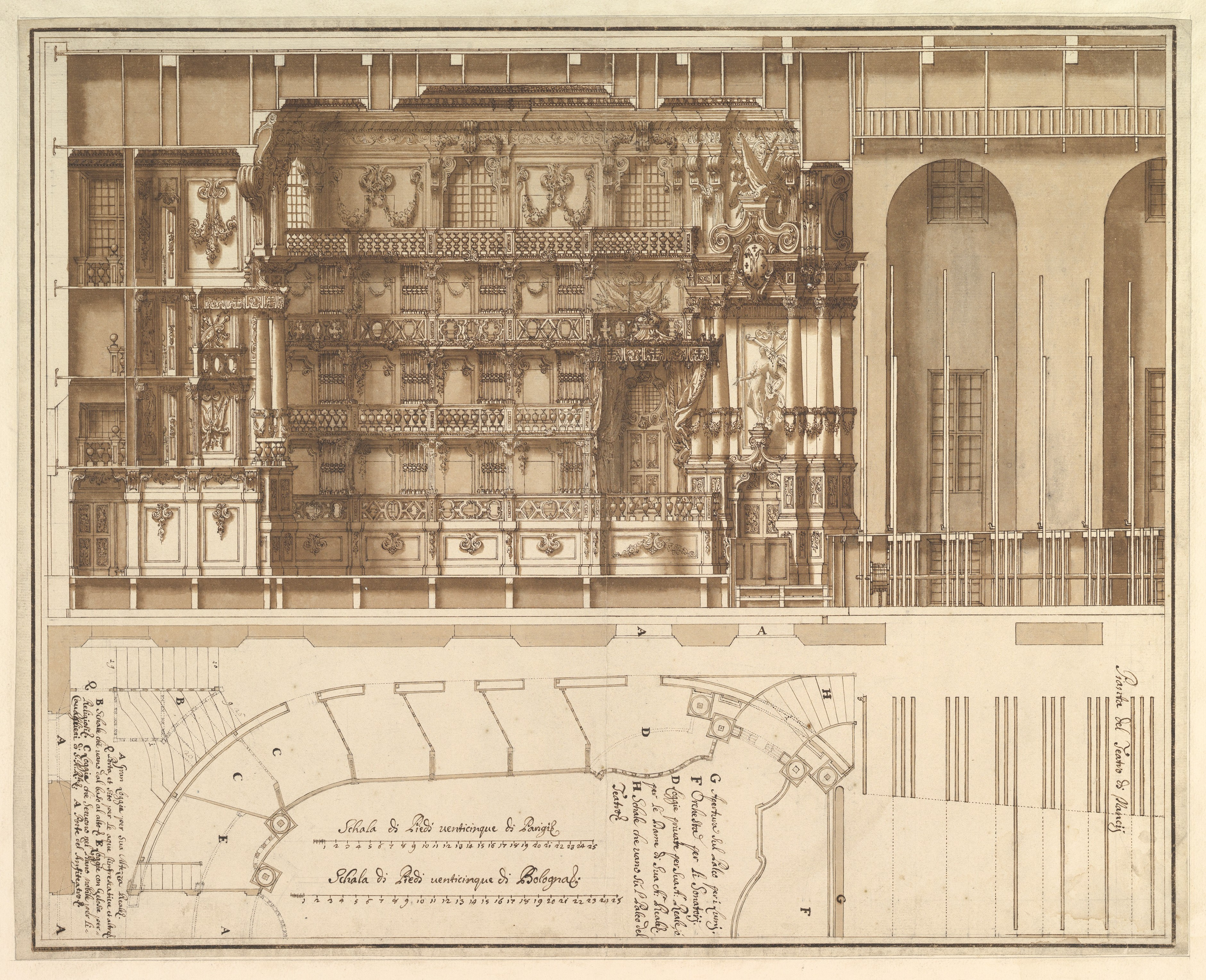
Proyecto para el teatro de Nancy- Sección longitudinal

## Biografía
Segundo hijo de Giovanni Maria Galli da Bibbiena, nació en Bolonia, la ciudad donde más trabajó su padre, el 12 de diciembre de 1659. Estudió con Lorenzo Pasinelli y Carlo Cignani y, después de trabajar como arquitecto en las ciudades de Piacenza, Parma y Roma, fue nombrado arquitecto ducal de la ciudad de Mantua.
Vivió en Génova y Nápoles antes de ser llamado a Viena, al palacio de Hofburg, por el emperador Leopoldo I de Habsburgo, donde en 1700 construyó el Große Komödiensaal, es decir, la Gran Sala de Comedias, que más tarde se convertiría en el Burgtheater, el teatro de la corte. Tras una breve estancia en Italia y Lorena, fue llamado de nuevo a Viena junto con su hermano Ferdinando Galli da Bibbiena por el emperador José I como primer ingeniero teatral, decorador y pintor de escenarios. Allí permaneció de 1709 a 1712.
En 1687 y 1703  pintó al fresco, con la ayuda de Ferdinando, el interior de Villa Paveri Fontana en Collecchio; de nuevo con su hermano decoró la Sala degli Stucchi y las galerías del piano nobile de la Rocca Meli Lupi en Soragna en 1696. Más tarde construyó el teatro de la ciudad de Nancy, el Teatro Filarmónico de Verona, considerado por algunos como el mejor teatro italiano, y el desaparecido Teatro Alibert de Roma. 
El 29 de julio de 1738 casó a su hijo, Joseph-Wilhelme Galli, secretario honorario de SM la Reina de Polonia, con Anne de Motué, en la parroquia de Saint-Sébastien de Nancy. Su esposa había fallecido en esa fecha.
En 1726 retornó a su ciudad natal, Bolonia, donde dirigió la Accademia Clementina. Allí enseñó geometría, perspectiva, matemáticas y agrimensura. Francesco Galli da Bibiena murió en la ciudad en 1739 y está enterrado en la iglesia de Santa Maria Maggiore. Se conserva una obra suya titulada L'Architettura maestra delle arti, che la compongono, pero nunca fue publicada.
Aunque su padre, Giovanni Galli da Bibiena, tuvo una distinguida carrera, fueron Francesco y su hermano mayor Ferdinando quienes establecieron la reputación artística de la familia y su fortuna